# 水母看世界
《水母看世界》（原中譯：大眼水母）是日本藝術家村上隆第一部執導，以日本311大地震之後為背景，結合現實與CG動畫世界所做的電影，2013年4月26日於日本上映。

## 故事背景
因為父親的過世而與母親靖子（鶴田真由飾）一同搬家的草壁正志（末岡拓人飾），在無意間發現了一個奇異的生物隨著一個箱子飛行而來。於是正志將這奇異的生物帶到學校，認牠為友。大人們看不到牠，小孩們卻能用手機控制牠們。
然而，一群不良少年試圖想以此做出不法勾當，正志能否揭露其陰謀？

## 演出陣容
- 草壁正志：末岡拓人
- 草壁辰男：津田寬治（日语：津田寬治）
- 草壁靖子：鶴田真由
- 天宮咲：淺見姬香（日语：浅見姫香）
- 天宮靜子：黑澤明日香（日语：黒沢あすか）
- 四人眾‧青龍：窪田正孝
- 四人眾‧白虎：染谷將太
- 幸塚直人：齋藤工

## 上映之前
在電影於日本當地正式上映前，美國時間2013年4月8日晚間，這部電影搶先在洛杉磯郡立美術館先行試映，吸引滿場的六百名觀眾到場排隊觀影，當時應邀觀影的貴賓，亦包含了導演史派克·瓊茲與美國藝人傑克·布萊克。
村上隆在試映會前，曾表示對自己首度執導的作品相當緊張，還一度在試映會場激勵著：「這部電影的最後，你會看到驚奇！」（本編を最後までご覧いただくと驚きます！），但看到眾多女性觀眾被電影所感動，以及許多藝術從業人士的高度評價後，這部電影在後來由他自己於「Blum & Poe」舉辦的「Arhat」個展中，成為開幕電影。

## 後續影響
因為在當地上映後獲得的成功，以及該電影的奇幻生物所引起的話題，這部電影的相關CG角色，於LINE作為「付費貼圖」商品進行上架。
由於初音未來主唱的主題曲是由村上隆本人親自指定，加上劇本是結合了動漫平行元素所建構，因此這部感動人心的電影，在台灣部分媒體報導中，亦將此視為日本版的《長江七號》。

## 資料來源
1. ↑  （繁體中文）. 狂熱球電影資訊網. 2013年4月11日  [2013年9月16日]. （原始内容存档于2013年9月17日）.
2. ↑  （繁體中文）. UNWIRE.hk. 2012年12月20日  [2013年9月16日]. （原始内容存档于2013年9月21日）.
3. ↑  （繁體中文）高雄市政府. .   [2013年9月16日].[]
4. ↑  （英文）. Hi-Fructose Magazine. 2013年4月15日  [2013年9月16日]. （原始内容存档于2013年9月21日）.
5. ↑  （日語）. 映画ナビ. 2013年4月10日  [2013年9月16日]. （原始内容存档于2013年9月21日）.
6. ↑  （简体中文）Eric Hsu. . HYPEBEAST. 2013年4月15日  [2013年9月16日]. （原始内容存档于2016年3月4日）.
7. ↑  （英文）. Hi-Fructose Magazine. 2013年4月15日  [2013年9月16日]. （原始内容存档于2013年9月21日）.
8. ↑  （日語）高木啟. . RBB Today エンタメニュース. 2013年4月4日  [2013年9月16日]. （原始内容存档于2013年9月21日）.
9. ↑  （繁體中文）. 巴哈姆特電玩資訊站. 2012年12月19日  [2013年9月16日]. （原始内容存档于2013年9月21日）.
10. ↑  （日語）. Musician-NET. 2013年4月8日  [2013年9月16日]. （原始内容存档于2013年9月21日）.
11. ↑  （繁體中文）阮愛惠. . 人間福報. 2013年9月5日  [2013年9月16日]. （原始内容存档于2013年9月21日）.

## 外部連結
- 「水母看世界」日本官方臉書